# Variabele kleptiming

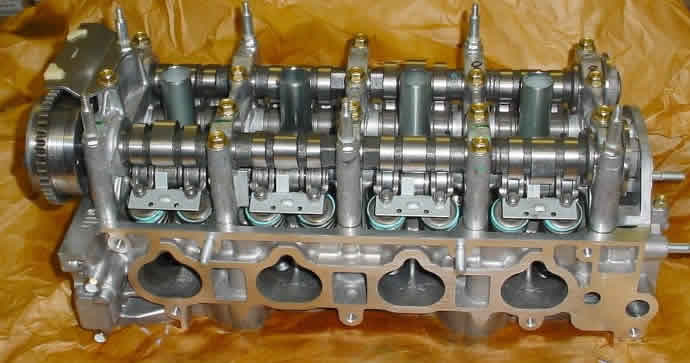
Opengewerkte motor van een Honda K20Z3 met VVT.

Variabele kleptiming, ook bekend als variable valve timing (VVT), is het proces van het wijzigen van de timing van een klepliftgebeurtenis. Deze techniek wordt gebruikt om de prestaties (vermogen en koppel) van een verbrandingsmotor te verbeteren, en de hoeveelheid schadelijk emissies en het brandstofverbruik te verlagen. Deze technologie wordt ook vaak gebruikt in combinatie met een variabel klepliftsysteem.
Manieren om variabele kleptiming te bereiken variëren van mechanische apparaten tot elektrohydraulische en draadloze systemen.

## Achtergrond

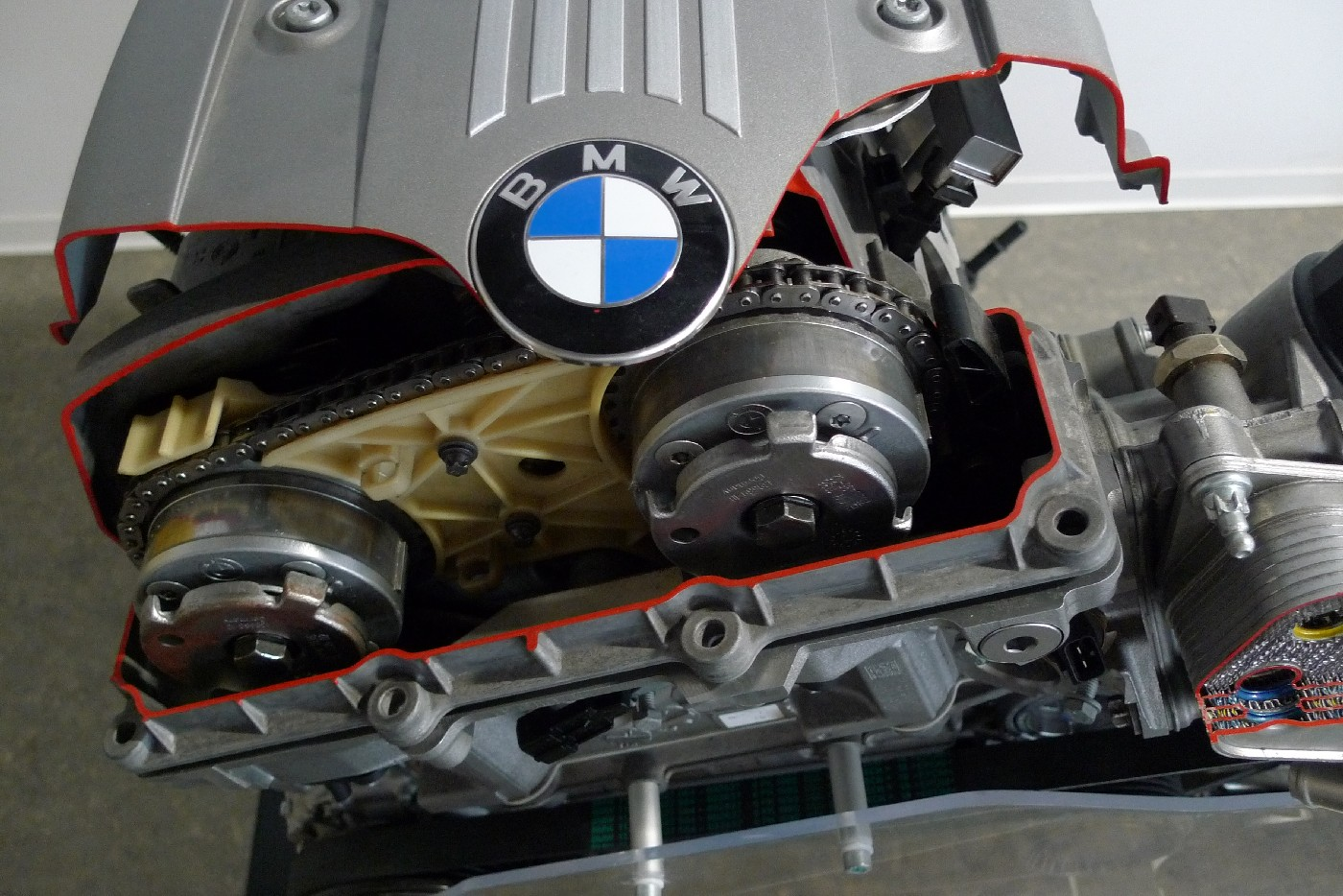
Een BMW N52-motor.

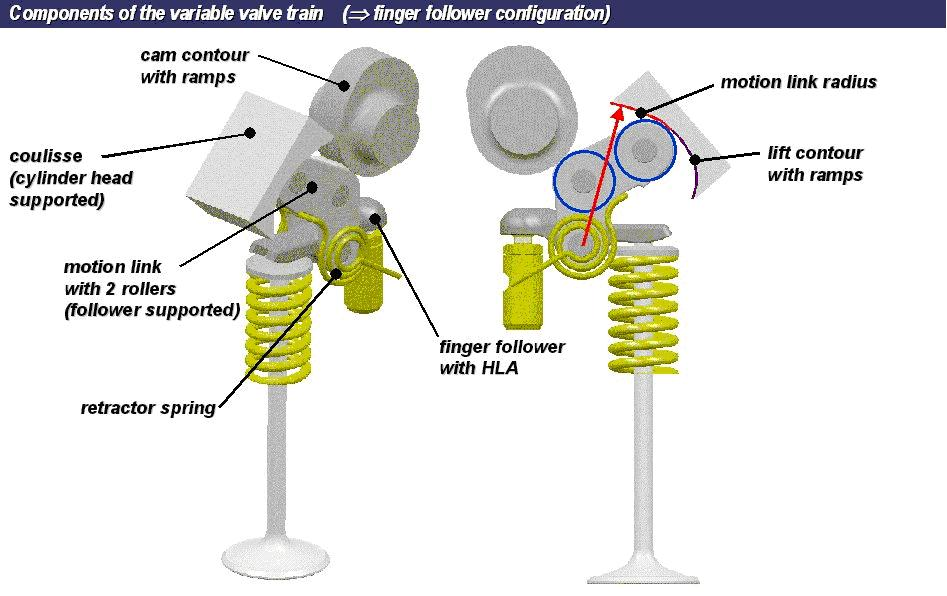
Mechanische implementatie van variabele kleptiming.

De kleppen in een interne verbrandingsmotor worden gebruikt om de stroom van inlaat- en uitlaatgassen in en uit de verbrandingskamer te regelen. De timing, duur en lift van deze klepgebeurtenissen heeft een aanzienlijke invloed op de motorprestaties. Zonder variabele kleptiming of variabele kleplift kan de kleptiming gelijk zijn voor alle motortoerentallen en -omstandigheden. Een motor die is uitgerust met een variabel kleptimingsysteem heeft meer mogelijkheden voor verbetering van prestaties over het werkingsbereik van de motor.
Zuigermotoren gebruiken normaal gesproken kleppen die worden aangedreven door nokkenassen. De nokken openen (lichten) de kleppen gedurende een bepaalde tijd (duur) gedurende elke in- en uitlaatcyclus. De timing van het openen en sluiten van de klep ten opzichte van de positie van de krukas is belangrijk. De nokkenas wordt aangedreven door de krukas door middel van distributieriemen, tandwielen of kettingen.
Een motor heeft grote hoeveelheden lucht nodig bij hoge toerentallen. De inlaatkleppen kunnen echter sluiten voordat er voldoende lucht in elke verbrandingskamer is binnengedrongen, waardoor de prestaties worden verminderd. Anderzijds, als de nokkenas de kleppen langer openhoudt, zoals bij een racemotor, ontstaan er problemen bij lagere toerentallen. Het openen van de inlaatklep terwijl de uitlaatklep nog open is, kan ervoor zorgen dat onverbrande brandstof de motor verlaat, wat leidt tot lagere motorprestaties en verhoogde emissies.

## Historie
Honda introduceerde in december 1983 de Honda CBR400F (NC17) motorfiets met de 399 cc luchtgekoelde viertakt viercilinder NC07E motor. Deze motor beschikt over REV (Revolution Modulated Valve Control) en schakelt van twee naar vier kleppen over bij 8500 tpm.
In 1987 introduceerde de Japanse autofabrikant Nissan N-VCT (Nissan Variable Camshaft Timing). Deze technologie roteert de nokkenas(sen) ten opzichte van het nokkenasregelaar-tandwiel. Het is in staat om de timing te vervroegen en verlaten om zo een hoger volumetrisch rendement te verkrijgen. Kleplichthoogte en kleplichtduur worden niet aangepast. N-CVT werd geïntroduceerd op de 3,0 liter VG30DE en 2,0 liter VG20DET motoren. De technologie werd uitgefaseerd en vervangen door CVVTCS (Continuous Variable Valve Timing Control System).
Op 19 april 1989 werd de Honda Integra (E-DA6 en E-DA8) met B16A motor geïntroduceerd. De B16A motor is uitgerust met DOHC VTEC-technologie. Honda was hiermee 's werelds eerste fabrikant met een motor waarin gelijktijdig de kleptiming en kleplichthoogte, op zowel de inlaat- als uitlaatnokkenas, geregeld werd. De Honda DOHC VTEC-technologie werd in september 1990 geïntroduceerd in de 3,0 liter C30A V6-motor in de Honda NSX (E-NA1). Daarnaast maakt de C30A motor gebruik van een inlaatspruitstuk met een variabele lengte, Honda's VVI-technologie (Variable Volume Induction). Deze technologie helpt de motor meer vermogen en koppel te produceren over het gehele toerenbereik. 
In 1991 introduceerde Toyota de vierde generatie 4A-GE motor met VVT (Variable Valve Technology). Deze technologie maakt het mogelijk om de inlaatnokkenas 30° te vervroegen bij een hoge motorbelasting bij middelhoge tot hoge toeren voor een verbeterd volumetrisch rendement.
Op 8 maart 2009 introduceerde de FIAT Group hun MultiAir-technologie, welke de luchtstroom tijdens het verbrandingsproces hydraulisch regelt, wat nauwkeuriger werkt dan mechanisch aangedreven systemen. De zuiger, voortbewogen door een mechanische inlaatnokkenas, is verbonden met de inlaatklep(pen) door een kamer gevuld met hydraulische vloeistof, de motorolie. Deze kamer wordt geregeld door een solenoïde klep met aan-/uitschakeling. De motorolie werkt als een solide medium als de klep gesloten is, en volgt het vaste, oorspronkelijke klepopenings- en sluitingstraject. Wanneer de klep geopend is worden de met motorolie gevulde kamer en inlaatklep(pen) ontkoppelt. Controle over de timing van deze aan-/uitschakelingen van de solenoïde klep biedt de mogelijkheid om talloze geoptimaliseerde klepopenings- en sluitingsmomenten te creëren. Dit heeft een toename in vermogen en koppel, en afname van schadelijke emissies, tot gevolg. 
Vroege systemen gebruiken een discreet systeem dat in duidelijke stappen de kleptiming aanpast. Zo wordt bijvoorbeeld een timing gebruikt bij toerentallen onder 3500 tpm, en een andere timing boven 3500 tpm. Meer geavanceerde systemen passen het systeem aan naar een oneindig aantal stappen zodat de timing voor elk toerental is geoptimaliseerd.

## Naamgeving
Fabrikanten van auto's en motoren gebruiken elk een eigen benaming voor hun implementatie van een variabele kleptiming. Enkele voorbeelden hiervan zijn AVCS, CVVT, MIVEC, N-VCT, S-VT, VANOS, VCT, VTEC, VVL, Valvelift, VVEL en VVT-i.